# 囊泡狸藻组
囊泡狸藻组（学名：Utricularia sect. Vesiculina）为狸藻属下的一组。其下物种都为小型或中型浮水生食虫植物，且为北美洲和南美洲的特有种。